# Ca' Belvedere
Casa Belvedere (llamada también Ca' Belvedere) es una localidad italiana de la colina del Monte Poggiolo, cerca de la ciudad de Forlì, donde han sido hallados miles de restos del Paleolítico: los restos hallados tienen cerca de 800.000 años de antigüedad y son considerados de notable importancia para el conocimiento de la prehistoria de Italia.
- Datos: Q1052137